# Ceggia
Ceggia – miejscowość i gmina we Włoszech, w regionie Wenecja Euganejska, w prowincji Wenecja.
Według danych na rok 2004 gminę zamieszkiwały 5094 osoby, 242,6 os./km².